# Badal Roy
Badal Roy (Amerendra Roy Choudhury; * 16. Oktober 1939 in Kumilla, Britisch-Indien, heute Bangladesch; † 18. Januar 2022 in Wilmington, Delaware, Vereinigte Staaten) war ein indischer Tablaspieler, der auf dem Gebiet der Improvisationsmusik und des Jazz aktiv war.

## Leben und Wirken
Badal Roy spielte als Autodidakt Tabla und wurde 1963 durch ein Jazzkonzert von Duke Ellington beeinflusst, das er in Karatschi besuchte. 1968 wanderte er in die USA aus, wo er Statistik studieren wollte und seinen Lebensunterhalt zunächst als Kellner in indischen Restaurants verdiente. Er trat dann als Ragaspieler mit Steve Gorn in einem Restaurant in Manhattan auf, wo John McLaughlin auf ihn aufmerksam wurde.
Nach Aufnahmen mit John McLaughlin (My Goal’s Beyond) und Miles Davis (On the Corner, Get Up with It) arbeitete er mit Musikern wie Herbie Mann, Dave Liebman, Don Cherry, Pharoah Sanders, Perry Robinson, Jon Hassell, Dizzy Gillespie, Lonnie Liston Smith, Andreas Vollenweider, Yoko Ono und Nana Simopoulos zusammen. 1988 wurde er Mitglied von Ornette Colemans Band Prime Time, der er bis 2000 angehörte. Ab Mitte der 1990er Jahre arbeitete er außerdem mit dem brasilianischen Gitarrenduo Duofel zusammen.
Badal Roy starb im Januar 2022 im Alter von 82 Jahren an den Folgen einer Erkrankung an COVID-19.

## Diskographie (Auswahl)
- Ashirbad (1975)
- Frank Tusa, Dave Liebman, Badal Roy, Richard Beirach, Jeff Williams: Father Time (Enja 1975)
- Passing Dreams mit Richie Beirach, Sultan Khan, David Liebman, Frank Tusa, Jeff Williams (Adamo 1976)
- Badal Roy & Amit Chatterjee Art of the Duo: Endless Radiance (Tutu 1993)
- Kolkata Rose mit Geoff Warren (1997)
- One in the Pocket mit Jim Bowie, Amit Chatterjee, dem Duo Duofel (Fernando Melo, Luiz Bueno), Steve Gorn, Mike Richmond, Glen Velez (Nomad 1997)
- Badal Roy/Ken Wessel/Stomu Takeishi Daybreak mit Tarun Bhattacharya, Bickram Ghosh, Tim Ries, Satoshi Takeishi (1999; rec. 1996–97)[3]
- Raga Roni mit Perry Robinson, Ed Schuller (2001)[4]
- Barney McAll, Badal Roy, Rufus Cappadocia: Vivid (2006)
- Badal Roy, Robert Vijay Gupta Suryodaya. The Coming of Light (2012)